# 乌纳河
乌纳河是流经克罗地亚、波黑的一条河流，是萨瓦河的一条支流，全长212 km，流域面积9,368 km2。乌纳河发源于克罗地亚的Stražbenica山，在克罗地亚境内流经4公里后，进入波黑境内。在Jasenovac镇附近汇入萨瓦河。主要沿岸城市有比哈奇、德伏尔等。